# Ligne de tramway 476
La ligne 476 est une ancienne ligne du tramway vicinal de Liège de la Société nationale des chemins de fer vicinaux (SNCV) qui reliait Liège à Saint-Trond entre 1890 et 1959.

## Histoire
1890 : mise en service en traction vapeur entre la gare d'Ans et Oreye Station (nouvelle section), ligne de droit privé hors SNCV appartenant à la société du Chemin de fer d'Ans - Oreye (AO).
11 septembre 1929 : vente de la ligne à la SNCV et intégration de l'infrastructure au capital 53[réf. nécessaire].
2 août 1931 : électrification de la section Alleur Lamby - Oreye (section Ans Rue de la Station - Alleur Lamby déjà électrifiée pour la ligne A Liège - Ans en 1930) et création d'un service direct Liège Place Saint-Lambert - Oreye Station par les voies de la ligne A Liège - Ans (capital 90), le reste de la ligne entre Oreye et Saint-Trond reste en traction autonome.
2 février 1936 : déviation entre la place Saint-Lambert et Alleur Lamby par l'itinéraire de la ligne 467/1 Liège - Tongres (capital 87) et l'électrification du raccordement Rocourt Chaussée de Tongres - Alleur Lamby du charbonnage (capital 53) pour réduire la distance et le temps de trajet à la sortie de Liège.
15 juin 1936 : fusion de la ligne 473 Saint-Trond - Oreye (capital 53) et électrification de celle-ci créant un service direct Liège - Saint-Trond,.
25 octobre 1956 : suppression de la section Oreye Ramkin - Saint-Trond Gare.
20 décembre 1959 : suppression.

## Infrastructure

### Dépôts et stations
Nom : (gare) : quand le dépôt ou la station est accolé ou proche d'une gare.
Type : D : dépôt , S : station , Sf : si la station sert de gare douanière à la frontière , Sp : si la station est établie dans un bâtiment privé le plus souvent un café ou plus rarement une habitation privée.
| Illustration | Nom          | Type | Commune              | Localisation                | État                             | Remarques |
| ------------ | ------------ | ---- | -------------------- | --------------------------- | -------------------------------- | --------- |
|              | Oreye        | DS   | Oreye                | 50° 43′ 43″ N, 5° 21′ 05″ E | En service TEC.                  |           |
|              | Rocourt      | D    | Rocourt (Liège)      | 50° 40′ 05″ N, 5° 33′ 15″ E | En service TEC.                  |           |
|              | Saint-Gilles | D    | Liège (Saint-Gilles) | 50° 38′ 03″ N, 5° 32′ 48″ E | En partie détruit, hors service. |           |

## Exploitation

### Horaires
Tableaux : 476 (1931) ; 473-376 (1937) après la fusion de la ligne 473 Saint-Trond - Oreye ; 614 (1955).
- 614 en 1950[5].